# Румунски леј
Леј (рум. leŭ, ИСО 4217: RON) је званична валута у Румунији. Дели се на 100 бана (ban). Од 2005. међународни код валуте, новог румунског леја, је RON. Леј издаје Народна банка Румуније. Инфлација на годишњем нивоу 2007. је износила 3,8%.
Молдавски леј је назван по румунском пошто је ова држава постала независна 1993.
Папирне новчанице се издају у апоенима од 1, 5, 10, 50, 100, 200 и 500 леја а ковани новац у апоенима од 1, 5, 10 и 50 бана.